# Raión de Maikop
El raión de Maikop (en ruso: Майкопский район, en adigué: Мыекъуапэ район) es uno de los siete raiones en los que se divide administrativamente la república de Adiguesia, en Rusia. Comprende la porción meridional de la república y limita con el raión de Guiaguínskaya al norte, con el raión de Mostovskói del krai de Krasnodar al este, con el territorio de la ciudad de Sochi del vecino krai al sur y al suroeste y con el raión de Beloréchensk del krai al noroeste. El área del raión es de 3682 km² y su población era de 58 477 habitantes en 2021.
Su centro administrativo es el asentamiento de tipo urbano de Tulski.
La ciudad de Maikop forma el ókrug urbano de la Ciudad de Maikop (véase n.º 1, en la imagen de la derecha), subordinado a la república, al margen del raión.

## Geografía
Engloba la mitad sur de la república (48 %), al sur de las llanuras del río Kubán hasta las montañas del Gran Cáucaso. Tienen su fuente en el raión varios afluentes y subafluentes del anterior río, el más destacado de ellos es el Bélaya, cuyo valle marca el eje vertical prácticamente del raión.
En el suroeste del raión se encuentra la meseta Lago Naki y algunas importantes cumbres como el monte Chugush, el monte Fisht, o el monte Bolshói Tjach.

## Historia
El raión se formó el 2 de junio de 1924 en el territorio del ókrug de Maikop del krai del Sudeste. Inicialmente estaba formado por 19 selsoviets: Abadzéjskaya, Bezvodnaya, Dagestánskaya, Dájovskaya, Kamennomostski, Kelermeskaya, Kuzhorskaya, Kurdzhipskaya, Maikop, Majoshevskaya, Nizhegorodski, Novoprojládnoye, Novosvobodnaya, Sevastopolskaya,  Temnoleski, Tulski, Jamyshki, Jánskaya y Yaroslávskaya.
El 16 de noviembre del mismo año pasa a formar parte del krai del Cáucaso Norte. Se le incorpora el 29 de febrero de 1928 el territorio del disuelto raión de Dondukóvskaya. El 10 de enero de 1934 pasa a formar parte del krai de Azov-Mar Negro. El 31 de diciembre de 1934 le es seccionado el raión de Guiaguínskaya. El 10 de abril de 1936, la ciudad de Maikop y el selsoviet de Jánskaya pasaron a formar parte del Óblast Autónomo Adigué, con lo que le centro administrativo pasó a Tulski y su nombre pasó a ser raión de Tulski. El 13 de septiembre de 1937, el raión de Tulski se incorporaba al krai de Krasnodar. El 21 de febrero de 1940 se crea de nuevo el raión de Maikop, con centro en Maikop, como parte del Óblast Autónomo Adigué. Del 7 de diciembre de 1956 al 10 de junio de 1959 se disolvió el raión de Maikop, incluyéndose su territorio en el selsoviet de la ciudad de Maikop. El 28 de febrero de 1962, se anexionó el territorio del disuelto raión de Tulski del krai de Krasnodar. El 1 de febrero de 1963 se disolvió el raión de Maikop, dividiéndose el territorio entre el raión de Guiaguínskaya y el raión industrial de Tulski. El 12 de enero de 1965 se disuelve este último, pasando su área al restablecido raión de Maikop (el 6 de julio de ese año, el centro administrativo pasó a Tulski. 
En 1993 se disolvieron los selsoviets y en 2005 se estableció que el raión estaría compuesto por diez municipalidades: dos asentamientos de tipo urbano y ocho asentamientos de tipo rural.

## Demografía
En 2021 contaba con 58 477 habitantes, lo que representó un incremento promedio anual del 0.01% frente a los 58 439 habitantes registrados en el censo anterior. La totalidad de la población era de carácter rural. El 46.9% eran hombres y el 53.1% mujeres.
| Año  | Poblaciones |
| ---- | ----------- |
| 1959 | 25 262      |
| 1970 | 70 924      |
| 1979 | 70 818      |
| 1989 | 58 593      |
| 2002 | 58 485      |
| 2010 | 58 439      |
| 2021 | 58 477      |

## División administrativa
El raión se divide en dos municipios urbanos, ocho municipios rurales, y tres localidades directamente al raión, sumando un total de 58 localidades:
| Municipios de tipo urbano                      | Poblaciones* |
| ---------------------------------------------- | --- |
| Municipio urbano Kamennomostski                | - Asentamiento de tipo urbano Kamennomostski - jútor Vesioli - posiólok Pobeda |
| Municipio urbano Túlskoye                      | - Asentamiento de tipo urbano Tulski - selo Majoshepoliana |
| Municipios de tipo rural                       | |
| Municipio rural Abadzéjskoye                   | - stanitsa Abadzéjskaya - jútor Vesioli - stanitsa Novosvobodnaya - posiólok Pervomaiski - stanitsa Sevastopolskaya                                                                             |
| Municipio rural Dájovskoye                     | - stanitsa Dájovskaya - posiólok Merkulayevka - selo Novoprojladnoye - posiólok Ust-Sajrai - selo Jamyshki                                                                                      |
| Municipio rural Kírovskoye                     | - jútor Sévero-Vostochnye Sady - jútor 17 let Oktiabria - jútor Grozni - jútor Diákov - aul Mafejabl - jútor Oktiabrski - jútor Proletarski - jútor Sovetski                                    |
| Municipio rural Krasnoktiabrskoye              | - posiólok Krasnooktiabrski - stanitsa Daguestánskaya - jútor Krasni Most - stanitsa Kurdzhipskaya - posiólok Mirni - posiólok Prirechni - jútor Sadovi - posiólok Spokoini - posiólok Tabachni |
| Municipio rural Krasnoúlskoye                  | - jútor Krásnaya Ulka - jútor Volni - jútor Grazhdanski - jútor Kalinin - jútor Komintern - jútor Tkachov                                                                                       |
| Municipio rural Kuzhorskoye                    | - stanitsa Kuzhorskaya - jútor Karmir-Astj - posiólok Triojrechni |
| Municipio rural Pobédenskoye                   | - posiólok Sovjozni - jútor Grozni - posiólok Pobeda - jútor Prichtovski - posiólok Udobni - jútor Shaumián                                                                                     |
| Municipio rural Timiriazevskoye                | - posiólok Timiriázeva - posiólok Michúrina - posiólok Podgorni - posiólok Sadovi - posiólok Tsvetochni - jútor Shuntuk                                                                         |
| Localidades directamente subordinadas al raión | |
|                                                | - stanitsa Bezvódnaya - posiólok Guzeripl - posiólok Jakodz |

*Los centros administrativos están resaltados en negrita.

### Asentamientos y localidades
Gran parte de la población del raión se agrupa en asentamientos, stanitsas y un jútor. Su centro administrativo es Tulski.
| Nombre                 | Tipo de localidad | Población 2002 | Población 2010 | Población 2021 |
| ---------------------- | ----------------- | -------------- | -------------- | -------------- |
| Abadzéjskaya           | Stanitsa          | 4008           | 3623           | 3521           |
| Kamennomostski         | Asentamiento      | 7580           | 7213           | 7057           |
| Krasnooktiabrski       | Asentamiento      | 5488           | 5875           | 6000           |
| Kuzhorskaya            | Stanitsa          | 3554           | 3531           | 3525           |
| Sévero-Vostochnye Sady | Jútor             | 3325           | 3393           | 3404           |
| Tulski                 | Asentamiento      | 10 502         | 10 732         | 11 114         |